# Partito Comunista d'India
Il Partito Comunista d'India (in inglese Communist Party of India, CPI) è un partito politico indiano di orientamento comunista il cui attuale segretario generale è Doraisamy Raja.
Il partito fu fondato a Kanpur il 26 dicembre 1925 da un gruppo di giovani ispirati dall'esempio della Rivoluzione d'ottobre e sulla scia del movimento di non cooperazione promosso da Gandhi in quegli anni.
Tra i fondatori ci furono Manabendra Nath Roy, membro del Comintern in Bengala che fece leva sull'ammirazione di alcuni per la lotta di classe, e Shripat Amrit Dange, bramino e autore del pamphlet intitolato Gandhi e Lenin nel quale sosteneva che tra i due era Lenin l'esempio da seguire per l'umanità oppressa.
Il CPI però non divenne mai un concorrente serio del Partito del Congresso Indiano, probabilmente in parte per il carattere della lotta gandhiana e in parte per il profondo sentimento religioso degli indiani.
Nel 1964 una scissione ha portato alla nascita del Partito Comunista d'India (Marxista).